# Blackheath (Londyn)
Blackheath – jedna z dzielnic Londynu na pograniczu gmin London Borough of Lewisham i Royal Borough of Greenwich. W roku 2012 liczyła 25 116 mieszkańców.

## Osoby związane z dzielnicą Blackheath
- John Vanbrugh (1664–1726), architekt i dramaturg
- Karolina Brunszwicka (1768–1821), królowa
- Elizabeth Garrett Anderson (1836–1937), pierwsza lekarka w Wielkiej Brytanii
- Aston Webb (1849–1930), architekt
- Francis Bourne (1861–1935), kardynał
- Mary Quant (1930–2023), projektantka mody
- Anne Perry (1938–2023), pisarka